# Anette Hansson
Anette Hansson (* 2. Mai 1963) ist eine ehemalige schwedische Fußballspielerin. 
Die Abwehrspielerin lief für Jitex BK, Öxabäck IF und Malmö FF Dam in der Damallsvenskan auf. Sie wurde bei der Europameisterschaft 1984 mit der schwedischen Nationalmannschaft Europameisterin und nahm an den EM-Turnieren 1987 und 1989 teil. Zudem nahm sie an den Weltmeisterschaften 1991 teil und holte mit der Auswahl durch einen 4:0-Erfolg im Spiel um den dritten Platz über Deutschland die Bronzemedaille des Turniers. Insgesamt bestritt sie 39 Länderspiele.